# Rue d'Antibes
Pour l’article homonyme, voir Antibes.
La Rue d'Antibes est une voie dans l'hypercentre de la ville de Cannes, en France.

## Situation et accès
Située dans le quartier du Centre-ville - Croisette, parallèle au bord de mer, elle est bordée de commerces et d'agences diverses, ce qui en fait l'artère la plus animée de la ville avec le boulevard de la Croisette,. Elle n'est pas  piétonne.
Elle se déroule entre la rue du Maréchal-Joffre et le rond-point du Général-Maubert.

## Origine du nom
Elle porte le nom de la ville d'Antibes en direction de laquelle elle mène.

## Historique
La rue d'Antibes est la partie de l'ancienne route royale no 97 reliant Toulon à Antibes située à l'est du Suquet. Dans son parcours actuel, elle a été tracée vers 1830 sous le règne de Louis-Philippe. Ce n'est que dans la seconde moitié du XIXe siècle que la ville de Cannes va s'agrandir à l'est du Suquet. Un môle est construit sur les rochers Saint-Pierre, le quai Saint-Pierre, entre 1838 et 1841 pour protéger le port de Cannes grâce à l'intervention de Lord Brougham auprès du roi Louis-Philippe. Le conseil municipal donne le nom de Rue d'Antibes à la voie en novembre 1852. Jusqu'en 1861, aucune maison n'est construite au-delà de l'actuelle rue des États-Unis. Elle se poursuit jusqu'aux Gabres vers 1876-1878. Les premières maisons n'ont que deux étages. Des trottoirs sont établis en 1872. La rue est pavée à partir de 1875. Une ligne de tramway y est établie en 1899-1900 qui est supprimée en 1933. Il y a 119 bâtiments avant 1914.

## Bâtiments remarquables et lieux de mémoire
La rue d'Antibes est inscrite à l'inventaire général du patrimoine culturel au titre du recensement du patrimoine balnéaire de Cannes.
- No 11 : immeuble de la banque Crédit Lyonnais. La banque Crédit Lyonnais s'installe sur la parcelle avant 1883. La banque achète toute la parcelle en 1913 pour s'agrandir. L'immeuble actuel est construit en 1929, avant la crise de 1929, par l'architecte Félix Biasini (1874-1965), fils de Sébastien-Marcel Biasini.
- No 21 : ancien magasin L. Rouff. La maison L. Rouff est fondée en mars 1925, à Paris, spécialisée dans la vente de lingerie de luxe. Au départ, le principal actionnaire est Fernand Rouff (né à Plombières, le 26 juillet 1873. Cette société va ensuite avoir plusieurs actionnaires. Cette société possède plusieurs établissements en France et à l'étaranger (Cannes, Nice, Vichy, Vittel, Contrexéville, Plombières, Bains-les-Bains, Biarritz, New York et Buenos Aires). Cette société a pris le nom de « Rouff-Couture » en 1928. Elle possède des intérêts dans la maison de couture Maggy Rouff, ce qui permet à Maggy Besançon de Wagner d'utiliser le nom de Rouff. En août 1929, le mari de Maggy Rouff devient le gérant de la société « Rouff-Couture ». La société de commerce L. Rouff est transférée à Cannes le 6 juillet 1932. Cette société est dissoute le 26 juin 1950[4]
- No 40 et No 2, rue des Belges : immeuble construit en 1928 pour la société Sigrand par l'architecte Maurice Rondoni et l'entrepreneur parisien E.Pemeu[5]
- No 77 : entre la rue d'Allieis et la rue Teisseire, se trouve l'hôtel Mondial construit en 1928 par César Cavallin[6],[7].
- No 101 : immezuble dit Résidence Le Cid, construit vers 1885, présentant une façade de type haussmannien avec un balcon sur toute sa longueur et quatre cariatides[8].
- No 102 : ancien théâtre construit en 1881 par l'architecte cannois Charles Baron à la demande de l'industriel Loubet. Un an plus tard, les recettes étant insuffisantes, le théâtre est repris par le directeur du théâtre municipal. L'immeuble est transformé en immeuble d'habitation, vers 1900. Des masques de théâtre antique ornent les trumeaux du 2e niveau[9].
- No 102 : immeuble construit en 1890 par l'architecte Laurent Vianay[10].
- No 120 : hôtel Canberra, ancien hôtel de Russie puis hôtel Cosmopolitain, construit en 1943 par l'architecte Eugène Lizero[11].

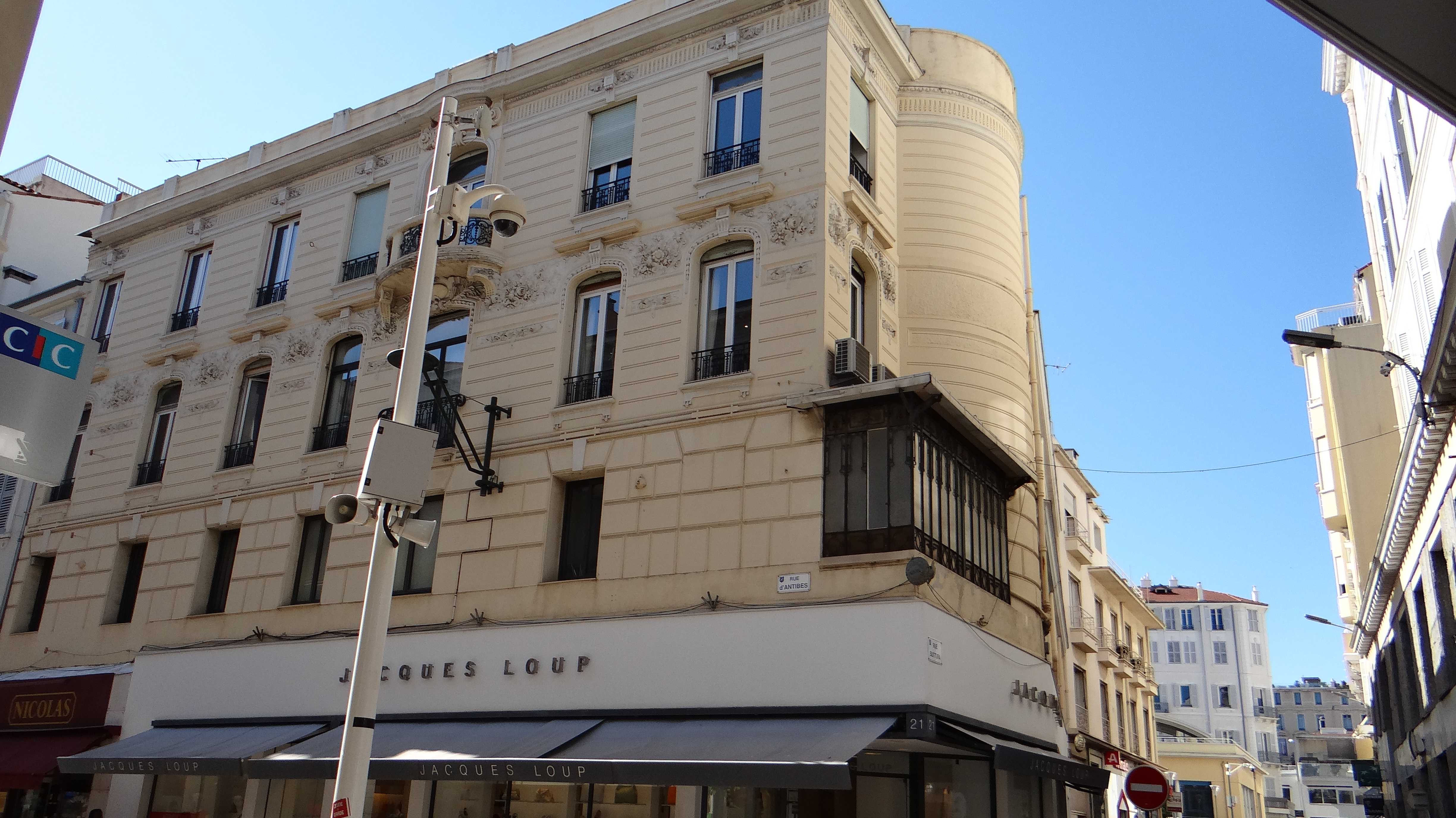
Immeuble L. Rouff, 21 rue d'Antibes
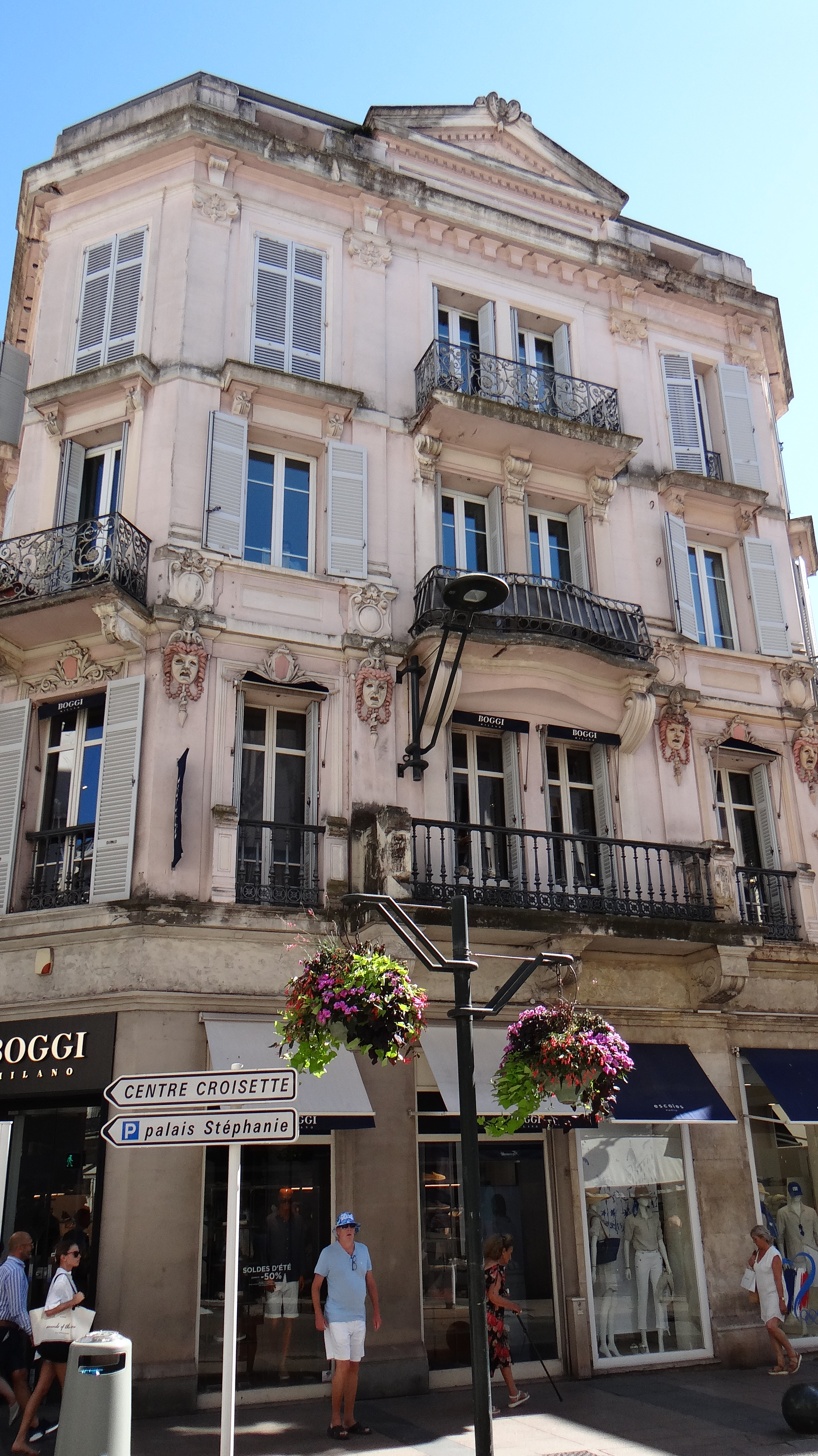
Immeuble, 102 rue d'Antibes
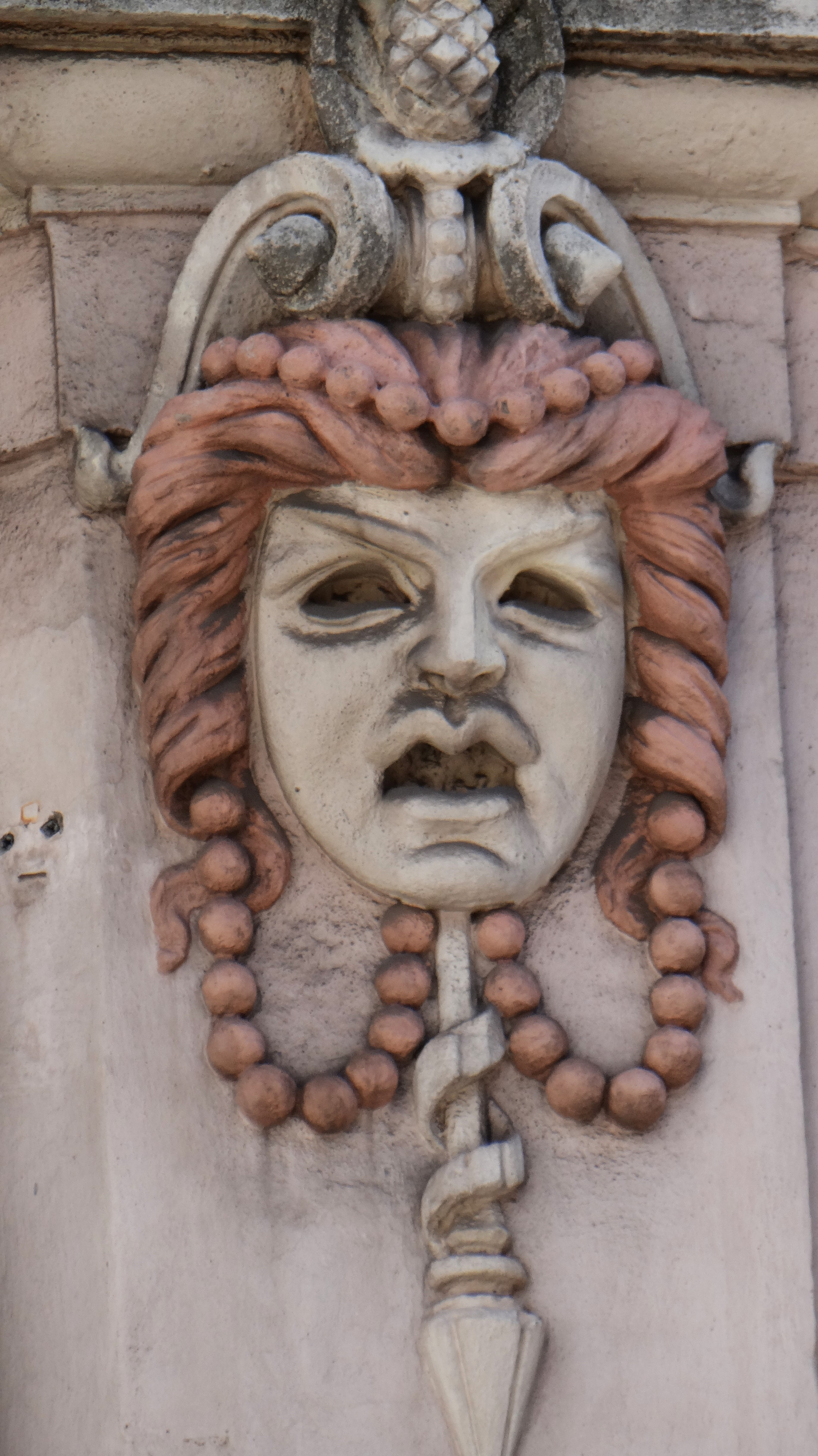
Immeuble, 102 rue d'Antibes, masque de théâtre antique
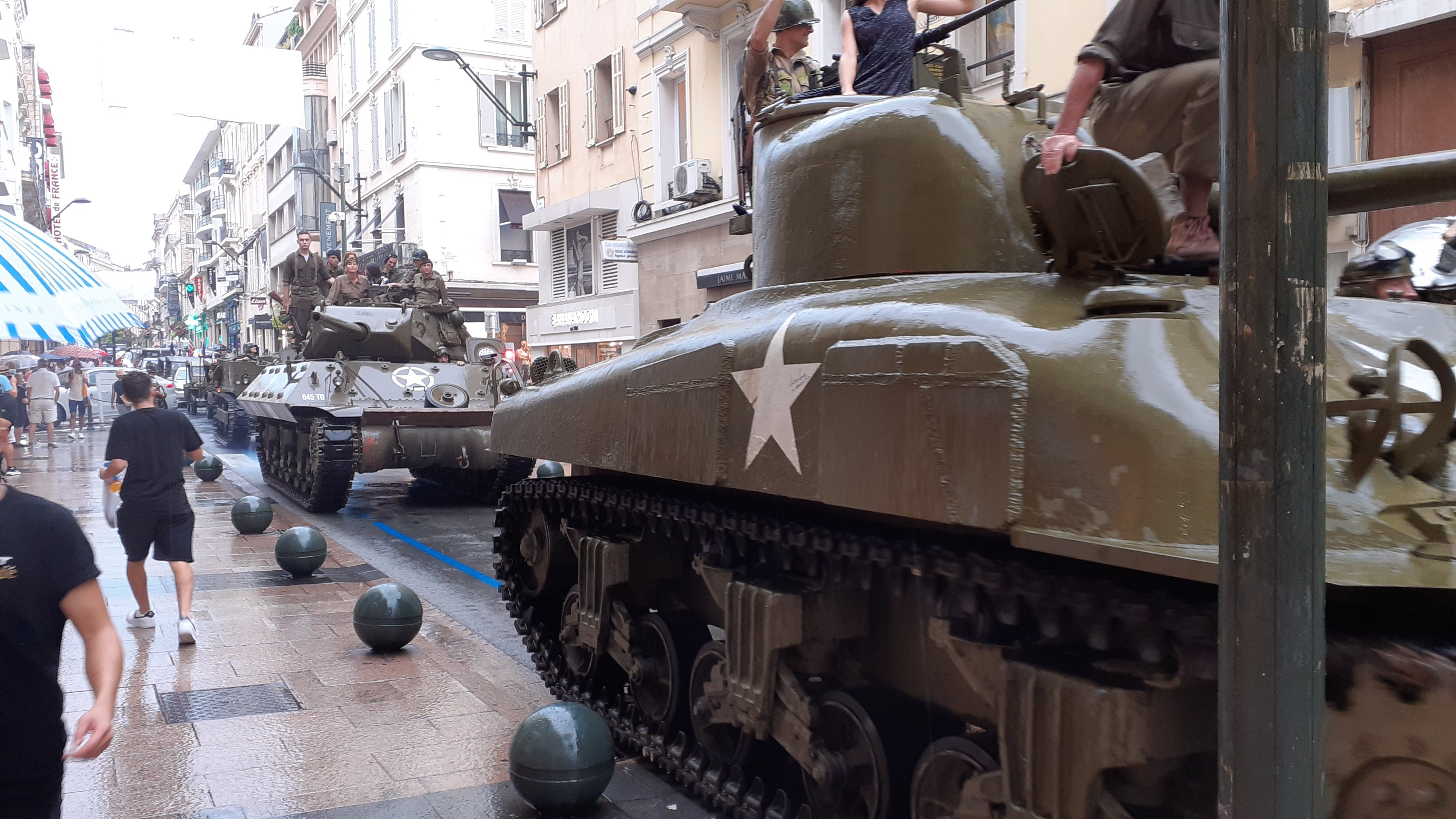
Défilé historique dans la rue d'Antibes pour commémorer la libération de Cannes